# Musikerförbundet
Musikerförbundet är ett fackförbund inom LO. Förbundet grundades 1907 och organiserar professionella musiker i alla genrer. Det uppbär kollektivavtal och företräder medlemmarnas rättigheter enligt upphovsrättslagen.
Jan Granvik var ordförande för Musikerförbundet under 20 år fram till förbundsmötet den 31 maj 2023 då han avgick och Karin Inde tog över förbundsordförandeskapet.

## Organiserade yrkesgrupper
Förbundets medlemmar är yrkesverksamma, som frilansare, anställda eller företagare, inom musikområdet som: 
- Utövare (musiker och artister inom samtliga genrer, rock, pop, dansband, klassisk/konst, jazz, folk, studio och cover).
- Upphovsmän (tonsättare, kompositör, textförfattare och arrangör).
- Ledare (kapellmästare, dirigent och körledare).
- Studio och scen (producent, ljudtekniker och discjockey).
- Pedagoger (musiklärare och musikcirkelledare).
- Ungdomar och musikstuderande, under fyllda 25 år, verksamma inom kategorierna ovan.[4]

## Historia
- 1899 bildades den första fackföreningen för musiker i Göteborg. Den fick efterföljare i Stockholm och Malmö.
- 1907 tog Stockholms orkesterförening initiativ till en kongress där det landsomfattande Svenska musikerförbundet bildades. Förste ordförande blev Axel Willners.
- 1919 inrättades en sjukkassa och en sterbhuskassa och de följes 1920 av en ålderdoms-, pensions- och understödsförening.
- 1921 hade förbundet ca 2200 medlemmar, varav hälften arbetade på biografer.
- 1925 inrättades en pensionskassa.
- 1932 inrättades en arbetslöshetskassa som 1936 blev erkänd.
- 1937 bildades en dansmusikersektion för fritidsmusiker.
- 1942 anslöts föreningarna Förbundet scen och film och Sveriges notskrivarförening till förbundet.
- 1944 ändrades stadgarna så att fler yrkesgrupper inom nöjesindustrin än musiker kunde ansluta sig och under 1940-talet organiserades exempelvis vaktmästare, garderobspersonal, teateranställda och kyrkomusiker.
- 1950 ingicks avtal med Svenska teaterförbundet om yrkesgruppernas förbundstillhörighet. Förbundet hade detta år 152 avdelningar med 14098 medlemmar.
- 1952 överfördes 2600 biografanställda från Svenska handelsarbetareförbundet till Musikerförbundet, som samtidigt ändrade namn till Svenska musikerförbundet - Nöjesföretagarnas personalförbund.
- 1965 uppgick Svenska tonkonstnärsförbundet, Svenska danspedagogförbundet och Föreningen Sveriges kammarmusiker i förbundet.
- 1971 anslöts sig Sveriges ordningsvaktsförbund
- 1977 började förbundet organisera studiecirkelledare och bingopersonal.
- 1980 hade förbundet 10470 medlemmar, varav 8122 män och 2348 kvinnor. [5]
- 1987 byttes namnet till Svenska musikerförbundet - Kulturarbetareförbundet.
- 2006 ändrades namnet till kort och gott Musikerförbundet.
- 2013 instiftades förbundets specialpris Studioräven.